# 渡边美智雄
渡边美智雄（日语：／ Watanabe Michio，1923年7月28日—1995年9月15日）是日本政治人物。从1963年开始担任众议院议员历时30年以上。生于千叶县习志野市，成长于栃木縣那须郡川西町（2005年后与黑羽町合并为大田原市）。他从1980年到1982年担任日本大藏大臣，1991年至1993年担任外務大臣。